# 28791 Edithsykeslowell
28791 Edithsykeslowell è un asteroide della fascia principale. Scoperto nel 2000, presenta un'orbita caratterizzata da un semiasse maggiore pari a 3,0082860 au e da un'eccentricità di 0,0855858, inclinata di 1,55501° rispetto all'eclittica.